# ドロレス川

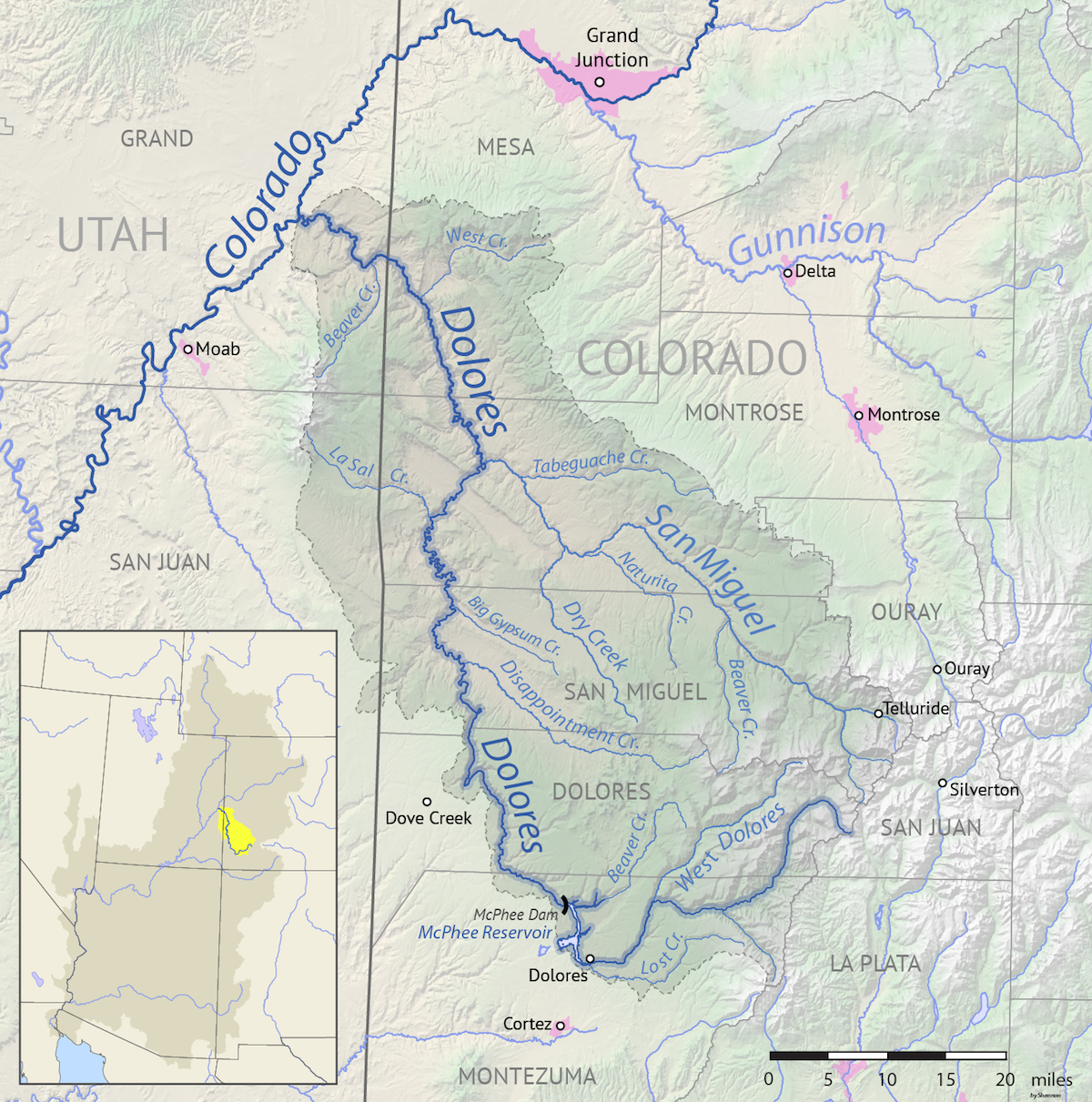
ドロレス川流域図

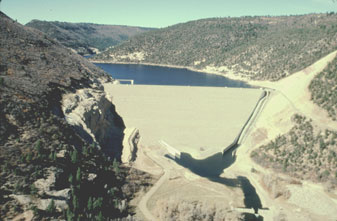
マクフィーダム

ドロレス川 (ドロレスがわ、Dolores River) は、アメリカ合衆国のコロラド州とユタ州を流れる川。コロラド川の支流。長さ241マイル（388km）、流域面積4,574平方マイル（11,847km2）。
ドロレス川はコロラド州ドロレス郡、サンミゲル山地のHermosa峰（12520フィート、3820m）付近のTin Can盆地と呼ばれる場所からはじまる。水源の位置はサンフアン国立森林内、リザードヘッド峠から南に5マイル（8km）ほどである。川は南西へ流れ、リコを通りウエストドロレス川が合流する。モンテズマ郡ドロレス付近でマクフィーダムによりマクフィー湖が作られている。マクフィー湖から先、川は再びドロレス郡へ入り長さ40マイル（64km）以上深さは平均1100フィート（340m）のドロレス川峡谷を流れる。エグナー付近でサンミゲル郡を横切り、モントローズ郡へ入る。北へと流れる川はパラドクスバレーを横切り東からサンミゲル川が合流する。メサ郡へ入り北北西へ流れてゲートウェイを通ると西へと流れてユタ州に入る。グランド郡内、モアブから上流に30マイル（48km）ほどの場所でコロラド川と合流する。
ドロレス川はサンタフェからの1765年の探検の際にJuan Maria Antonio Riveraによって探検されおそらく命名された。
ドロレス川は小さな船ならサンミゲル川との合流点からコロラド川との合流点まで航行できる。しかし、川は大規模に灌漑に使用されていて、水量の少ない年には航行不能となる。